# Pietr-le-Letton
Cet article concerne le roman. Pour le téléfilm, voir Pietr le Letton.
Pietr-le-Letton est un roman policier de Georges Simenon daté de septembre 1929 à Nandy près de Morsang-sur-Seine (Seine-et-Marne), à bord de l’Ostrogoth, et publié en mai 1931.
Si Pietr-le-Letton est le premier roman mettant en scène le commissaire Maigret, la toute première apparition de Maigret a lieu dans une nouvelle intitulée Train de nuit écrite en 1929 et publiée par Simenon en 1930 sous le pseudonyme Christian Brulls. Pietr-le-Letton est aussi le premier roman que Simenon a signé de son patronyme.
Ce premier Maigret privilégie le rebondissement et le coup de théâtre. Mais Maigret a déjà sa méthode, décrite explicitement par Simenon : il s’immerge dans le milieu, en attendant la « fissure » révélatrice dans la personnalité du suspect.
L'action se déroule à Paris et à Fécamp à l'époque de la publication (1931), courant novembre.

## Personnages
- Pietr Johannson, dit Pietr-le-Letton : 32 ans, originaire de Lettonie, escroc international connu aussi sous les noms de Fédor Yourovitch, Oswald Oppenheim et Olaf Swaan. Marié sous le nom d’Olaf Swaan, deux enfants.
- Hans Johannson : frère jumeau de Pietr.
- Mortimer-Levingston : milliardaire américain.
- Berthe de Fécamp : amie de Hans, puis épouse d’« Olaf Swaan ».
- Anna Gorskine : Polonaise, née à Odessa, résidant à Paris, maîtresse de Hans.
- Torrence : inspecteur de la P.J.

## Résumé

### Début du roman
La police internationale signale l'arrivée à Paris du célèbre escroc Pietr-le-Letton, qui n'a jusque-là pu être inculpé. Maigret se dispose à le filer à sa descente de L'Étoile-du-Nord. Mais alors que le suspect se rend à l'hôtel Majestic, on découvre dans le train un cadavre qui est le pur sosie de Pietr. Tandis que ce dernier prend de mystérieux contacts avec un milliardaire américain, M. Mortimer-Levingston, l'enquête sur le meurtre conduit Maigret à Fécamp, où il aperçoit, sortant de la villa d'une certaine Mme Swaan... Pietr-le-Letton, lequel a échappé à la surveillance des policiers parisiens. Maigret file ensuite Pietr jusqu'à un misérable hôtel de la rue du Roi-de-Sicile à Paris. Pietr ou un sosie ? Car Maigret entrevoit deux personnalités en cet homme : la superbe de l'habitué des palaces et la veulerie du client des galetas.

### Enquête
Maigret fait de l'enquête une affaire personnelle dès le moment où son camarade Torrence est abattu. Les coups de théâtre se multiplient alors : Maigret est blessé et Mortimer assassiné, tandis que Pietr prend la fuite. La découverte d'objets personnels détenus par Anna Gorskine à l'hôtel du Roi-de-Sicile permet à Maigret de résoudre l'énigme des deux frères : Hans, jumeau de Pietr, a toujours vécu sous l'ascendant de ce dernier, depuis leur enfance à Pskov et leur jeunesse d'étudiants à Tartu ; Pietr ne le traitait-il pas comme son factotum et n'a-t-il pas été jusqu'à épouser Berthe, la fiancée de Hans ? Excédé, ce dernier a fini par tuer son frère dans le train qui l'amenait de Bruxelles à Paris, et a pris sa place dans les négociations qui devaient faire de Mortimer-Levingston le banquier d'un réseau d'escrocs que Pietr mettait sur pied. Quant au meurtre du milliardaire, c'est Anna Gorskine qui en est l'auteur : les nouvelles « fonctions » de Hans n'allaient-elles pas nécessairement l'éloigner d'elle ? 

### Dénouement, révélations
Maigret finit par coincer le faux Pietr au bout de la jetée du port de Fécamp. Accablé, il fait au commissaire une confession dramatique où tout son passé malheureux lui remonte à la gorge et, sous les yeux de Maigret qui ne l'en empêche pas, se suicide en se tirant une balle dans la bouche.

## Éditions
- Prépublication en feuilleton dans l'hebdomadaire Ric et Rac, n° 71-83, du 19 juillet au 11 octobre 1930
- Édition originale : Fayard, 1931
- Tout Simenon, tome 16, Omnibus, 2003  (ISBN 978-2-258-06101-9)
- Livre de Poche, n° 14294, 2003  (ISBN 978-2-253-14294-2)
- Tout Maigret, tome 1, Omnibus, 2019  (ISBN 978-2-258-14806-2)

## Adaptations
- Sous le titre Peter the Lett, téléfilm anglais de Rudolph Cartier, avec Rupert Davies, 1963.
- Sous le titre Maigret en Pieter de Let, téléfilm hollandais, avec Jan Teulings (Commissaire Maigret), diffusé en 1967.
- Pietr le Letton, téléfilm français de Jean-Louis Muller avec Jean Richard dans le rôle-titre, diffusé sur ORTF 2 en 1972.

## Source bibliographique
- Maurice Piron, Michel Lemoine, L'Univers de Simenon, guide des romans et nouvelles (1931-1972) de Georges Simenon, Presses de la Cité, 1983, p. 254-255  (ISBN 978-2-258-01152-6)

## Autour du roman
- Simenon cite deux criminologues : Rodolphe Archibald Reiss et Edmond Locard. Il évoque également un journal estonien de langue allemande laissé par un voyageur dans un palace parisien, le Revaler Bote[3]
- Le personnage de « Pietr-le-Letton » fera l'objet d'un clin d'œil dans le roman KGB contre KGB (1992) de Gérard de Villiers qui y met en scène le personnage de « Piotr le Letton ».
- Dans ce premier roman avec Maigret, Simenon véhicule plusieurs stéréotypes antisémites de l'époque[4] :

Le ghetto de Paris :

« Il atteignit le ghetto de Paris, dont le noyau est constitué par la rue des Rosiers, frôla des boutiques aux inscriptions en yiddish, des boucheries cachères, des étalages de pain azyme. A un tournant, près d’un couloir long et sombre qui ressemblait à un tunnel, une femme voulut lui prendre le bras,
mais elle le lâcha sans qu’il eût dit un mot, impressionnée, sans doute.
Enfin il échoua dans la rue du Roi-de-Sicile, irrégulière, bordée d’impasses, de ruelles, de cours grouillantes, mi-quartier juif, mi-colonie polonaise déjà, et après deux cents mètres il
fonça dans le corridor d’un hôtel. »

Une odeur :

« Chaque race a son odeur, que détestent les autres races. Le commissaire Maigret avait ouvert la fenêtre, fumait, sans répit, mais de sourds relents continuaient à l’incommoder.
Etait-ce l’Hôtel du Roi-de-Sicile qui en était imprégné Ou la rue ? On recevait déjà des bouffées de cette odeur-là quand le gérant en calotte noire entrouvrait son guichet. Elle s’épaississait à mesure que l’on montait dans la cage d’escalier. »

Ou bien la race juive :

« Elle paraissait plus que les vingt-cinq ans qu’accusait le registre. Cela tenait sans doute à sa race. Comme beaucoup de juives de son âge, elle s’était empâtée, sans perdre pourtant une certaine beauté. »